# Желтвай Віктор
Желтвай Віктор (нар.1886, село Руські Комарівці, за іншими даними: с. Малий Бичків — пом. 1963 с. Середнє, за иншими даними: Ужгород) — греко-католицький священик, педагог, закарпатський освітній і громадський діяч з Християнської-народної Партії і Просвіти; директор греко-католицької жіночої учительської семінарії в Ужгороді, редактор газети «Наука», згодом «Свобода»; статті і популярні брошури; проживав в Ужгороді.
Закінчив Ужгородську богословську семінарію, Будапештську педагогічну академію. У 1910 році висвячений у сан греко-католицького священика єпископом Юлієм Фірцаком.
За участь у відзначенні 20-річчя з дня проголошення соборності українських земель у м. Хусті, заарештований 1 квітня 1939 угорською владою та відправлений у табір Вар'юлопош. Після звільнення повернувся у с. Ляхівці Ужгородського району.

## Праці
- «Письмо для русскаго народа Угорщины» (Ужгород, 1903).
- «Живот святыхъ» (Ужгород, 1913).
- «Роздумай то добре!» (Ужгород, 1921).